# Gregory Curtis
Gregory Gerard Curtis II, även känd under namnen Greg Curtis och Greg G Curtis, född 13 juni 1986 i Austin, Texas, är en amerikansk sångare och låtskrivare som är verksam i Sverige. Han upptäcktes som 17-åring av Hollywood Records och The Walt Disney Corporation och har gjort låtar till över 20 TV-serier. 2016 var han med i TV-programmet Idol där han den 4 november slutade på en sjundeplats. Han har även körat i Melodifestivalen, däribland till Benjamin Ingrosso (2018), Nano (2019) och OVÖ (2020). 2020 deltog Curtis i P4 Stockholms musiktävling P4 Nästa Stockholm med låten "Say You Don't Feel Love" i uttagningen till P4 Nästa.
Curtis är idag (2021) bosatt i Enköping men har sedan flytten till Sverige hunnit bo i både Göteborg och Bro utanför Stockholm. Han är gift och har två barn.